# Casa Montadas
La Casa Montadas és una obra eclèctica de Ripoll protegida com a Bé Cultural d'Interès Local.

## Descripció
Construïda pel mestre d'obres E. Sadurní, és l'exemple més notable d'edifici neoclàssic de Ripoll. L'edifici, situat en cantonada, porta adossades unes pilastres amb un basament d'alça equivalent a la planta baixa, el fust que engloba les tres plantes següents i un coronat amb una cornisa de grans dimensions. Les pilastres, encapçalades per capitells corintis emmarquen el sistema d'obertures rematades per frontons tot marcant-ne la verticalitat. La caixa d'escala, que sobresurt pel damunt del teulat, fa servir el mateix repertori formal que les façanes.